# Księga Oera Linda

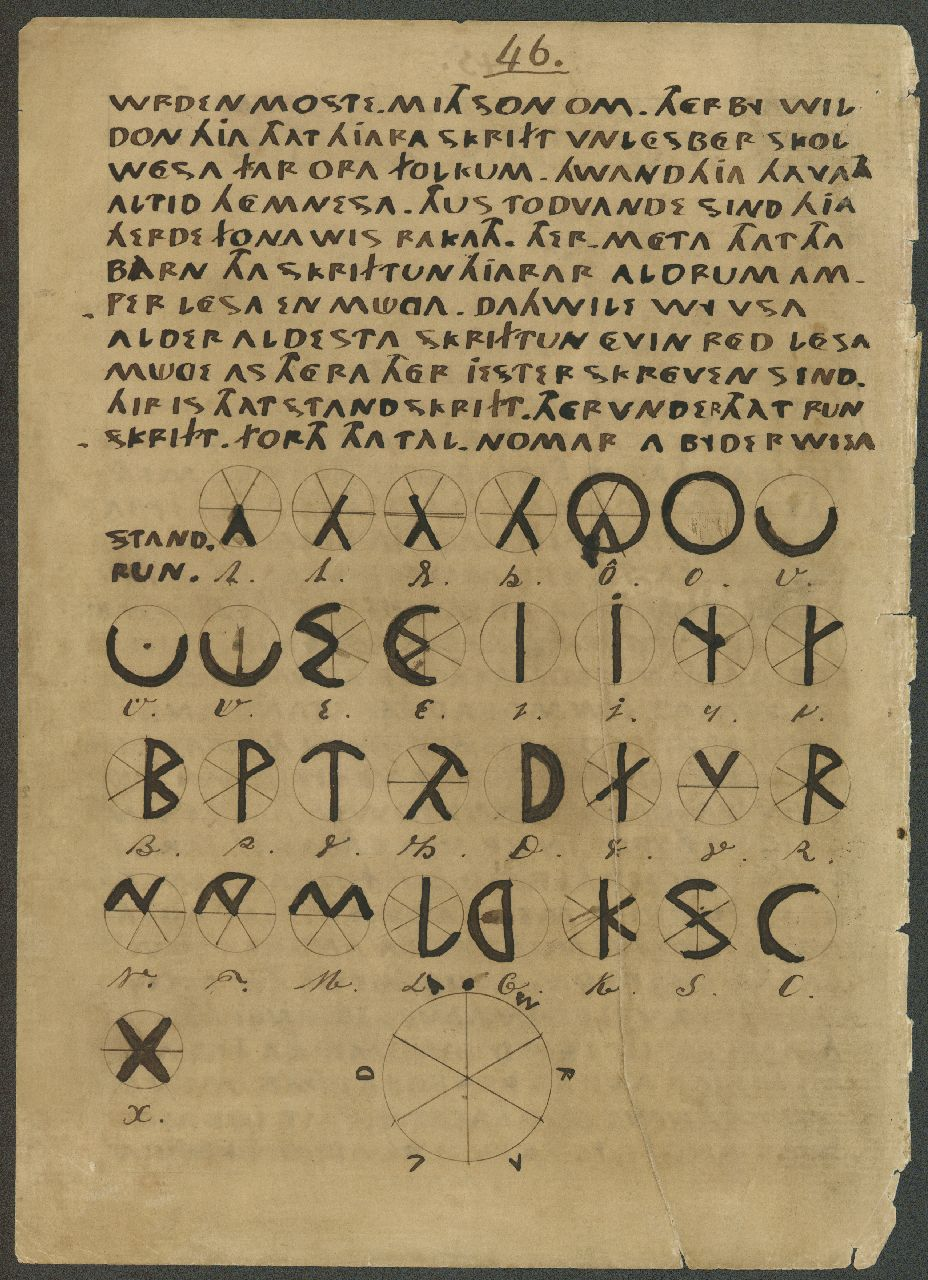
Karta z Księgi Oera Linda

Księga Oera Linda – rzekomy starofryzyjski manuskrypt odkryty jakoby w połowie XIX wieku, uważany za literacką mistyfikację.
Manuskrypt rzekomo zawiera unikatową, sięgającą czasów prehistorycznych kronikę dziejów Fryzów, obejmującą w przybliżeniu w okres od 2200 do 50 roku p.n.e. Na jej kartach można znaleźć m.in. wzmiankę o zatopieniu Atlantydy w roku 2193 p.n.e. i opis urządzonej na wzór matriarchalny praeuropejskiej fryzyjskiej cywilizacji, zniszczonej przez najazd ludów ze wschodu. Istnienie księgi ogłosił po raz pierwszy w 1867 roku mieszkający w Den Helder Cornelis over de Linden, w którego rodzinie miała być ona jakoby przekazywana przez stulecia z pokolenia na pokolenie.
W 1872 roku Jan Gerhardus Ottema (1804–1879) ogłosił drukiem tekst manuskryptu wraz z tłumaczeniem na holenderski, zapoczątkowując w ten sposób toczoną przez wiele lat debatę na temat jego autentyczności. Już w 1876 roku księgę przetłumaczono na język angielski, później doczekała się także tłumaczeń m.in. na francuski i niemiecki. Sam Ottema był przekonany o autentyczności opublikowanego przez siebie dzieła, które spotkało się jednak z krytyką holenderskiego środowiska naukowego. Specjaliści wskazują m.in. na błędy gramatyczne w starofryzyjskim języku utworu oraz na dziwaczny kształt użytych liter, będących pismem łacińskim stylizowanym graficznie na runy. Autorstwo fałszerstwa nie zostało jednoznacznie ustalone. Językoznawca Jan Beckering Vinckers podejrzewał o autorstwo Cornelisa over de Linden, z kolei Murk de Jong uznał księgę za dokonaną przez antykwariusza Eelco Verwijsa (1830–1880) parodię średniowiecznych manuskryptów. Goffe Jensma wysunął teorię, zgodnie z którą Księgę Oera Linda napisał François Haverschmidt (1835–1894), liberalny teolog protestancki, w celu alegorycznego ośmieszenia poglądów chrześcijańskich fundamentalistów.
Ze względu na zawartą w niej treść księga cieszyła się zainteresowaniem w III Rzeszy. Jej niemieckie tłumaczenie, wydane w 1933 roku, zostało przygotowane przez Hermana Wirtha, jednego z twórców Ahnenerbe. Współcześnie, z uwagi na informacje na temat Atlantydy czy pierwotnego matriarchatu, księga ma nadal swoich zwolenników w kręgach związanych z New Age.